# Hiroko Sakai
Hiroko Sakai, född den 3 november 1978 i Fukui, är en japansk softbollspelare.
Hon tog OS-brons vid de olympiska softboll-turneringarna vid olympiska sommarspelen 2004 i Aten.
Fyra år senare vid olympiska sommarspelen 2008 i Peking tog hon OS-guld..